# 井上朋子
井上 朋子（いのうえ ともこ、1980年1月28日 - ）は、女優、タレント、モデル。プロダクション尾木所属。

## 人物・来歴
日本で女優として活動し、ドラマや映画、CMなどに出演。
2006年、中国の上海へ留学のため渡航。 知人の紹介で、ファッション雑誌のモデルをしたことがきっかけとなり、中国の芸能界で活動を始める。
2008年、ドラマ「夜幕下的哈爾濱（闇夜のハルビン）」に出演して注目をあびる。その後北京に転居。
2013年からは台湾のテレビ番組にも活躍の場を広げている。

## 出演歴

### テレビドラマ
- あした天気になあれ。（2003年10月 - 12月、日本テレビ）
- 盲導犬クイールの一生（2003年6月・7月、NHK総合）
- パパ トールド★ミー 大切な君へ 第8話（2003年5月31日、NHK教育）
- 人情とどけます（2003年2月・3月、NHK総合）
- それは、突然、嵐のように…（2004年1月 - 3月、TBS）
- 愛のソレア（2004年10月 - 12月、フジテレビ）
- 土曜ワイド劇場「新・警視庁女性捜査班」（2006年6月10日、テレビ朝日）
- レッドクロス〜女たちの赤紙〜（2015年8月1日・2日、TBS） - 山口みち 役

### Webドラマ
- SICK'S 〜内閣情報調査室特務事項専従係事件簿〜 恕乃抄（2018年、Paravi） - ローズ 役
- SPECサーガ黎明篇 サトリの恋（2018年、Paravi） - ローズ 役
- SICK'S 〜内閣情報調査室特務事項専従係事件簿〜 覇乃抄（2019年、Paravi） - ローズ 役

### バラエティ
- 私的チャイナビ（2006年11月、TBS）
- 体験☆北京ペキンPeKing!（2009年5月 - 、旅チャンネル）

### CM
- スタッフサービス 譲り合い 篇（2004年 - 2005年）
- 資生堂「TSUBAKI」 夏・宣言 篇（2006年）
- ダイハツ「MOVE」（2006年10月 - 12月）